# Kanton Marches du Sud-Quercy
 Marches du Sud-Quercy is een kanton van het Franse departement Lot. Het kanton maakt deel uit van het arrondissement Cahors. In 2021 telde het 12.174 inwoners.

Het kanton werd gevormd ingevolge het decreet van 13 februari 2014 , met uitwerking op 22 maart 2015, met Castelnau-Montratier als hoofdplaats.

## Gemeenten
Het kanton omvatte bij zijn vorming 27 gemeenten.
Op 1 januari 2016 werden de gemeenten Flaugnac en Saint-Paul-de-Loubressac samengevoegd tot de fusiegemeente (commune nouvelle) Saint-Paul-Flaugnac.
Op 1 januari 2017 werd de gemeente Sainte-Alauzie samengevoegd met de gemeente Castelnau-Montratier die daarmee het statuut van ‘commune nouvelle’ kreeg.
Sindsdien omvat het kanton volgende 25 gemeenten:
- Aujols
- Bach
- Beauregard
- Belfort-du-Quercy
- Belmont-Sainte-Foi
- Castelnau Montratier
- Cézac
- Concots
- Cremps
- Escamps
- Fontanes
- Laburgade
- Lalbenque
- Laramière
- Lhospitalet
- Limogne-en-Quercy
- Lugagnac
- Montdoumerc
- Pern
- Promilhanes
- Saillac
- Saint-Paul-Flaugnac
- Varaire
- Vaylats
- Vidaillac